# Ricky Gervais
Pour les articles homonymes, voir Gervais.
Ricky Gervais (nom prononcé en anglais : /d͡ʒəˈveɪz/), né le 25 juin 1961 à Reading, est un humoriste, acteur, chanteur, scénariste, réalisateur et producteur de télévision britannique.
Il est principalement connu pour ses incarnations de David Brent dans The Office et d'Andy Millman dans Extras – séries télévisées qu'il a créées avec son complice Stephen Merchant. À l'international, il est notamment connu pour son rôle du Dr McPhee dans les trois volets de la saga La Nuit au musée. Au cours de sa carrière, il remporte sept British Academy Film Awards, cinq British Comedy Awards, deux Emmy Awards, quatre Golden Globes, ainsi que la rose honoraire du Festival de la Rose d'Or de 2006. Au classement 100 Greatest Stand-Ups de Channel 4 en 2010, il se classe troisième. La même année, Ricky Gervais fait partie du Time 100, liste des cent personnes les plus influentes dans le monde selon le magazine américain Time.

## Biographie

### Ses débuts
Le père de Ricky Gervais était un Canadien français du village de Pain Court, en Ontario (ce qui explique le nom de famille à consonance française) qui a rencontré sa femme en Angleterre, où il faisait son service militaire. Dernier de quatre enfants, Ricky Gervais décrit son enfance comme paisible et « normale ».
Ricky Gervais a fréquenté l'école secondaire Reading's Ashmead School. Il a ensuite étudié la biologie à l'University College de Londres en 1979, avant de se réorienter vers la philosophie. C'est au début des années 1980, alors qu'il demeurait à Londres, qu'il a rencontré sa petite amie Jane Fallon. Il a été le chanteur principal du groupe néo-romantique Seona Dancing. Le groupe a sorti deux singles qui ont eu du succès au Royaume-Uni : Bitter Heart et More to Lose, qui est devenu un hit aux Philippines en 1985. Cela a énormément surpris le groupe qui s'était séparé l'année précédente.
Ricky Gervais ne quitte le monde de la musique que pour celui des jeux vidéo, dirigeant quelques groupes (comme Suede). Il est aussi animateur sur la station de radio XFM, où il collabore avec Stephen Merchant.

### 2001-2005: du stand up à la consécration avecThe Office
Après le rachat de XFM par Capital Radio, il exerce ses talents pour la comédie sur d'autres médias. Adepte du stand-up, il fait ses débuts à la télévision dans The 11 O'Clock Show, qui lui permet de s'exprimer en adoptant un ton rafraîchissant, drôle et virulent.
La consécration arrive en 2001 quand il crée la série humoristique The Office avec son complice des débuts, Stephen Merchant. Ricky Gervais y incarne David Brent, le directeur d'une entreprise de papeterie. La série, diffusée sur la BBC, est un succès public et critique, dure deux saisons et sera adaptée dans de nombreux pays dont les États-Unis (The Office, avec Steve Carell) et en France (Le Bureau). Ensuite, il propose avec Merchant une nouvelle série, Extras, où le comédien incarne un acteur cantonné aux figurations et côtoyant de grandes célébrités telles que Kate Winslet, Orlando Bloom, David Bowie ou Robert De Niro. Encore une fois, Gervais cumule les casquettes de producteur, scénariste, réalisateur et interprète, garant de la qualité de ses productions.
Il joue dans la série Louie créée par Louis C.K. en tant qu'extra dans plusieurs épisodes de la première saison. Il incarne un médecin adorant faire des blagues morbides à ses patients. Il fait une émission de radio adaptée en dessin animé pour la télévision accompagné de Stephen Merchant et Karl Pilkington intitulée The Ricky Gervais Show.

### Cinéma
Il prête sa voix à Bugsy dans Vaillant, pigeon de combat ! et incarne Ferdy dans Stardust, le mystère de l'étoile. Mais c'est aux États-Unis, avec le rôle de Mr. McPhee, le directeur du musée dans La Nuit au musée et sa suite où il est face à Ben Stiller, qu'il se fait un nom dans le milieu cinématographique. Il est à l'affiche de La Ville fantôme, une comédie romantique sur un homme qui peut voir les fantômes des morts après avoir manqué de perdre la vie.
En 2009, il coréalise et coécrit The Invention of Lying, film dans lequel il incarne un homme qui ment dans un monde où les personnes disent la vérité.

### Jeu vidéo
Ricky Gervais figure dans le jeu vidéo Grand Theft Auto IV sorti en 2008. Le comédien apparaît sous son propre nom dans le rôle d'un personnage de stand-up. Il expliquait avoir accepté en raison d'une domination des jeux vidéo sur l'industrie hollywoodienne les années précédentes.

### Autres apparitions

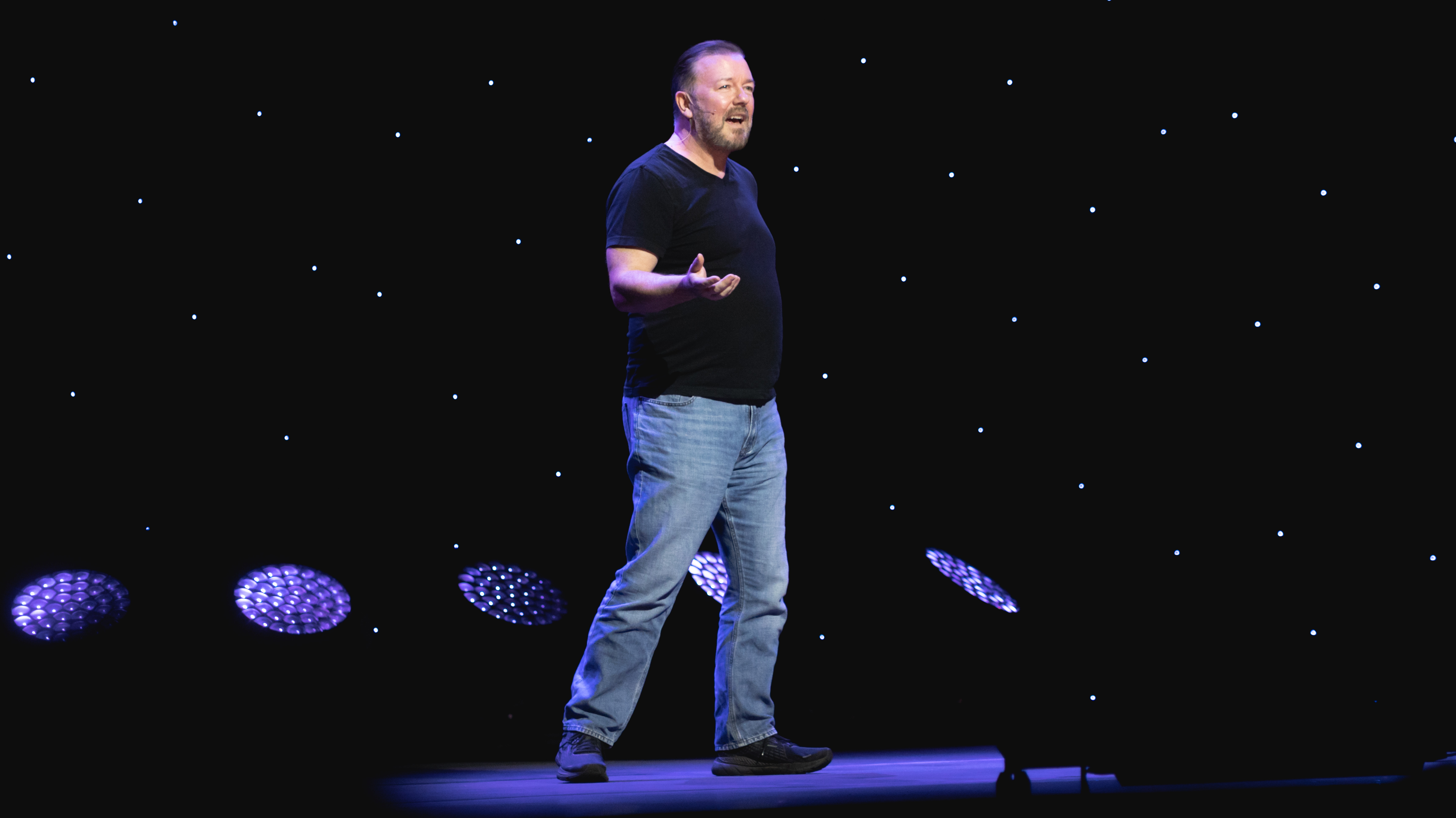
Ricky Gervais en représentation au London Palladium en 2021.

Ricky Gervais est également connu dans le monde anglo-saxon pour ses sept spectacles en solo : Animals (2003), Politics (2004), Fame (2007), Science (2009), Humanity (2016), SuperNature (2021) et Armageddon (2023).
Il est par cinq fois maître de cérémonie des Golden Globes (2010, 2011, 2012, 2016, 2020). En 2011, tout comme en 2020, le comédien fait preuve d'un humour particulièrement acerbe à l'égard de certaines stars du cinéma,.
Il prête sa voix dans l'épisode Papa furax, le film de la série Les Simpson, dont il a écrit lui-même tout un épisode (épisode 15, saison 17 : Homer Simpson, This is your wife).[réf. nécessaire]
Il apparaît en tant que personnage de dessin animé dans Scooby-Doo et Compagnie (épisode 5, saison 1).

## Engagements
Ricky Gervais est athée, il a déclaré ne plus avoir la foi chrétienne depuis l'âge de 8 ans et il est un membre d'honneur de la National Secular Society en 2009. En 2010, il signe un éditorial dans le Wall Street Journal où il défend son athéisme.
Ricky Gervais est engagé dans la défense des animaux, notamment auprès de la PETA, dont il a été la « personnalité de l'année » en 2013. Il s'est opposé à la chasse au renard et à la corrida. Il a demandé à Gordon Brown d'arrêter d'utiliser de la fourrure d'ours noir pour les chapeaux des Foot Guards. Il a également exprimé l'envie de créer un « sanctuaire » pour animaux et a créé une application mobile pour financer ce projet,.

## Vie privée
Ricky Gervais est le compagnon de la romancière et productrice de télévision Jane Fallon depuis 1982 ; ils se sont rencontrés pendant leurs études à l’University College de Londres. Le couple vit ensemble depuis 1984 et réside à Hampstead.

## Filmographie

### Comme acteur

#### Cinéma
- 2001 : Dog Eat Dog, de Moody Shoaibi : Bouncer
- 2005 : Vaillant, pigeon de combat ! (Valiant), de Gary Chapman : Bugsy (voix)
- 2006 : La Nuit au musée (Night at the Museum), de Shawn Levy : M. McPhee
- 2007 : Stardust, le mystère de l'étoile (Stardust), de Matthew Vaughn : Ferdy the Fence
- 2008 : La Ville fantôme (Ghost Town), de David Koepp : Bertram Pincus
- 2009 : La Nuit au musée 2 (Night at the Museum : Battle of the Smithsonian) : M. McPhee
- 2009 : Mytho-Man (The Invention of Lying), de Ricky Gervais et Matthew Robinson : Mark
- 2010 : Cemetery Junction, de Ricky Gervais et Stephen Merchant : Len Taylor
- 2014 : Opération Muppets, de James Bobin : Dominic LeMéchant/Le Lémurien
- 2014 : La Nuit au musée : Le Secret des Pharaons (Night at the Museum : Secret of the Tomb) : M. McPhee
- 2016 : Special Correspondents
- 2020 : La Famille Willoughby (The Willoughbys) de Kris Pearn (voix)
- 2021 : Sauver Ralph (Save Ralph), court métrage d'animation de Spencer Susser (voix)

#### Télévision
- 1998 : Golden Years (en) (TV) : Clive Meadows
- 2001 : The Office : David Brent (version britannique, série télévisée)
- 2002 : Robbie le renne 2 : La Légende du Peuple Oublié (TV) : Le Pingouin (voix)
- 2004 : Alias (série télévisée) : Daniel Ryan (1 épisode)
- 2005 : Extras (série télévisée) : Andy Millman
- 2010 : The Office : David Brent (version américaine, série TV)
- 2010 : Louie : Dr Ben (série TV)
- 2011 : Un petit brin de vie (Life's Too Short) (série TV) : lui-même
- 2011 : Larry et son nombril (Curb your enthusiasm) (série TV) - Saison 8, épisode 6 : lui-même
- 2012 : Derek (série TV)
- 2019 : After Life (série TV)

#### Jeu vidéo
- 2008 : Grand Theft Auto IV (jeu vidéo): lui-même

### Comme scénariste

#### Cinéma
- 2003 : Ricky Gervais Live: Animals (vidéo)
- 2004 : Ricky Gervais Live 2: Politics (vidéo)
- 2009 : Mytho-Man (The Invention of Lying)
- 2010 : Cemetery Junction

#### Télévision
- 1998 : Golden Years (TV)
- 2005-2013 : The Office (version américaine, série TV)
- 2005 : Extras (série TV)
- 2006 : Ricky Gervais Meets... Larry David (TV)
- 2011 : Un petit brin de vie (Life's Too Short) (série TV)
- 2012 : Derek (série TV)
- 2019 : After Life (série TV)

### Comme réalisateur

#### Cinéma
- 2009 : Mytho-Man (The Invention of Lying)
- 2010 : Cemetery Junction
- 2016 : Special Correspondents

#### Télévision
- 2001-2003 : The Office (version britannique, série TV)
- 2006 : Ricky Gervais Meets... Larry David (TV)
- 2005 : Extras (série TV)
- 2011 : Un petit brin de vie (Life's Too Short) (série TV)
- 2012 : Derek (série TV)
- 2019 : After Life (série TV)

### Comme producteur

#### Cinéma
- 2009 : Mytho-Man (The Invention of Lying)
- 2010 : Cemetery Junction

#### Télévision
- 2005-2013 : The Office (version américaine, série TV)
- 2006 : Ricky Gervais Meets... Larry David (TV)
- 2010 : Stupide Touriste (An Idiot Abroad) (TV)
- 2011 : Un petit brin de vie (Life's Too Short) (TV)

## Distinctions

### Récompenses et nominations
2002
- BAFTA TV Award du meilleur acteur de sitcom dans The Office (UK)
- BAFTA TV Award de la meilleure sitcom pour The Office (UK). Partagé avec Ash Atalla, Anil Gupta & Stephen Merchant
- British Comedy Award du meilleur acteur de sitcom dans The Office (UK)
- Writer's Award de la meilleure sitcom pour l’épisode Spécial Noël de The Office (UK). Partagé avec Stephen Merchant

2003
- BAFTA TV Award du meilleur acteur de sitcom dans The Office (UK)
- BAFTA TV Award de la meilleure sitcom pour The Office (UK). Partagé avec Ash Atalla, Anil Gupta & Stephen Merchant
- RTS Television Award de la meilleure sitcom pour The Office (UK)
- Writer's Award de la meilleure sitcom pour l’épisode Spécial Noël de The Office (UK). Partagé avec Stephen Merchant

2004
- Golden Globes de la meilleure série comique ou musicale pour The Office (UK)
- Golden Globes du meilleur acteur dans une série comique ou musicale dans The Office (UK)
- BAFTA TV Award du meilleur acteur de sitcom dans l’épisode Spécial Noël de The Office (UK)
- BAFTA TV Award de la meilleure sitcom pour l’épisode Spécial Noël de The Office (UK). Partagé avec Ash Atalla & Stephen Merchant
- TCA Award du meilleur acteur de sitcom dans The Office (UK)

2006
- Emmy Award de la meilleure sitcom pour The Office (US). Partagé avec Greg Daniels, Benjamin Silverman, Stephen Merchant, Howard Klein, Paul Lieberstein, Michael Schur & Kent Zbornak
- Banff Rockie Award de la meilleure série comique pour l’épisode Kate Winslet de la série Extras (Saison 1 Ep 03)
- Rose d’honneur au Rose d'Or Light Entertainment Festival

2007
- Emmy Award du meilleur acteur principal dans une série comique (Extras)
- BAFTA TV Award du meilleur acteur dans une série comique (Extras)
- WGA Award (TV) de la meilleure sitcom pour The Office (US). Partagé avec Steve Carell, Jennifer Celotta, Greg Daniels, Lee Eisenberg, Brent Forrester, Mindy Kaling, Paul Lieberstein, Stephen Merchant, B.J. Novak, Michael Schur, Justin Spitzer & Gene Stupnitsky

2008
- British Comedy Award du meilleur acteur dans une série comique pour l’épisode The Extra Special Series Finale de la série Extras
- Banff Rockie Award de la meilleure série comique pour l’épisode Daniel Radcliff & Diana Rigg de la série Extras (Saison 2 Ep 03), Partagé avec Stephen Merchant
- Satellite Award du meilleur acteur dans le film La Ville Fantôme (2008)
- Golden Globes de la meilleure série comique (Extras)

2023
- Golden Globes du meilleur spectacle de stand-up pour Armageddon

## Voix françaises
| - Christophe Lemoine dans : - Derek (série télévisée) - Opération Muppets - David Brent: Life on the Road - After Life (série télévisée) - La Famille Willoughby (voix) - Pierre Laurent dans : - La Nuit au musée - La Nuit au musée 2 - Mytho-Man - La Nuit au musée : Le Secret des Pharaons | Et aussi - Gabriel Le Doze dans Alias (série télévisée) - Éric Judor dans Vaillant, pigeon de combat ! (voix) - Antoine Tomé dans The Office (série télévisée) - Damien Witecka dans Stardust, le mystère de l'étoile - Luc Boulad dans Larry et son nombril (série télévisée) - Thierry Bourdon dans La Ville fantôme - Denis Boileau dans Louie (série télévisée) - Emmanuel Jacomy dans Un petit brin de vie (série télévisée) - Antoine Nouel dans Special Correspondents - Marc Perez dans Scooby-Doo et compagnie (voix) - Stéphane Miquel dans George Michael : Freedom (documentaire, voice-over) |